# Sứa lược Leidyi
Sứa lược Leidyi (Danh pháp khoa học: Mnemiopsis leidyi) là một loài sứa trong họ Bolinopsidae, đây là loài bản địa thuộc vùng tây Đại Tây Dương, loài động vật này trong suốt với những xúc tu ánh màu cầu vồng. Tuy nhiên sự bùng nổ số lượng quần thể của chúng ở vùng Biển Đen đã dẫn đến sự thay đổi rất lớn đối với cấu trúc hệ sinh thái ở đây do chúng ăn thịt cá con. Ngoài ra chúng cũng ăn thịt cả các loài thân mềm sống nổi và ấu trùng các loài động vật giáp xác. Đây là một loài xâm lấn.